# 学校法人北海道佐藤栄学園
学校法人北海道佐藤栄学園（がっこうほうじん ほっかいどうさとえがくえん）は、かつて北海道胆振支庁白老郡白老町に本部を置いていた学校法人。

## 沿革
- 2000年4月 - 北海道桜ヶ丘高等学校を学校法人北海道佐藤栄学園へ経営移管。北海道栄高等学校に校名変更。
- 2010年3月31日 - 埼玉県さいたま市に本部を置く学校法人佐藤栄学園に吸収合併される。

## 建学の理想
- 建学の精神
人間是宝（にんげんこれたから）
- 校訓
今日学べ（こんにちまなべ）

## 設置校
- 北海道栄高等学校
  - 北海道白老郡白老町に所在
  - 現在は学校法人京都育英館が運営